# ألماز أنتي
ألماز أنتي (بالروسية: ОАО «Концерн ПВО „Алмаз-Антей“») هي رابطة شركات مساهمة روسية للصناعات العسكرية تكونت نتيجة انضمام شركة أنتي ومجموعة ألماز بالتجمع مع المؤسسات العسكرية الوطنية خاصة مطوري أنظمة الدفاع الجوي.يقع مقرها الرئيسي في موسكو وتعتبر الشركة 14 على العالم في بيع المعدات العسكرية الدفاعية في عام 2012 .فقد كانت أرباح الشركة في عام 2012 من بيع المعدات العسكرية 5.75 مليار دولار ما يمثل 94% من إجمالي الأرباح.

## التأسيس
تأسست الرابطة في عام 2002 بموجب المرسوم الرئاسي رقم 412 من رئاسة الحكومة الاتحادية الروسية.
في عام 2003 المدير العام للرابطة، إيجور كليموف قتل بطلق ناري. وربط التحقيق الجنائي بين الجريمة وتعديل الملكية داخل الشركة.

## الهيكل والتكوين
تشتمل الرابطة على 46  من المؤسسات ومعاهد البحث العلمي:
- شركة مساهمة مصنع إيجيفسك للمعدات الكهروميكانيكية. (كوبول)
- شركة مساهمة مصنع ليانزوفيسكي للمعدات الكهروميكانيكية.
- شركة مساهمة مصنع مارجيسكي لبناء الآلات.
- شركة مساهمة مصنع كالينين لبناء الماكينات.
- شركة مساهمة مصنع موسكو لبناء الآلات (أفانجارت)
- شركة مساهمة مصنع موسكو لتقنيات الراديو.
- شركة مساهمة مصنع نيجيجورودسكي لبناء الآلات.
- شركة مساهمة مصنع تولسكي «أرسنال»
- شركة مساهمة معهد عموم روسيا للبحوث العلمية لتقنيات موجات الراديو.
- شركة مساهمة مكتب تصميم جروشن لبناء الآلات «فاكل»
- شركة مساهمة معهد البحوث العلمية البحرية لإلكترونيات الراديو «ألتاير»
- شركة مساهمة معهد موسكو للبحوث العلمية «أجات»
- شركة مساهمة المعهد العلمي للبحوث الكهروميكانيكية
- شركة مساهمة مكتب تصميم ألماز أنتي (جسكب)
- شركة مساهمة معهد تيخوميروف للبحوث العلمية لتصميم الأدوات.

تواصلت عملية التحسين لهيكل الرابطة بضم الشركات التالية إليها منذ عام 2007 :
- شركة مساهمة مصنع أرزاماس للأدوات.
- شركة مساهمة إمبلس (موسكو).
- شركة مساهمة لانتين (موسكو).
- شركة مساهمة مؤسسة فيمبل (موسكو).
- شركة مساهمة الفيزياء الإشعاعية (موسكو)
- شركة مساهمة المعهد الروسي للملاحة اللاسلكية والوقت (سانت بطرسبرغ)
- شركة مساهمة زحل (أومسك)
- مؤسسة فدرالية متحدة معهد الدولة للبحوث العلمية لتصميم الأجهزة (موسكو)
- مؤسسة فدرالية متحدة المركز العلمي الفني للتقنيات الصناعية ونظم الملاحة الجوية (موسكو)
- مؤسسة فدرالية متحدة معهد نيجيجورودسكي للبحث العلمي لتقنيات الراديو (نيجني نوفجورد)
- مؤسسة فدرالية متحدة مكتب التصميم التجريبي بيلينج (إيكاترينبرج)